# Alfred Vreven
Alfred Marie Daniel Ghislain Joseph Vreven (* 24. März 1937 in Sint-Truiden; † 15. Juni 2000 in Jette, Belgien) war ein belgischer Politiker.

## Biografie
Der Sohn des langjährigen Abgeordneten, Senators und Ministers Raoul Vreven studierte nach dem Schulbesuch Rechtswissenschaften und war anschließend als Notar tätig.
Seine politische Laufbahn begann er als Kandidat der Partij voor Vrijheid en Vooruitgang (PVV) 1970 mit der erstmaligen Wahl zum Mitglied der Abgeordnetenkammer. In dieser vertrat er bis 1997 die Interessen des Wahlkreises Arrondissement Hasselt.
Am 17. Dezember 1981 wurde er von Premierminister Wilfried Martens zum Verteidigungsminister in dessen Regierung berufen und gehörte dieser bis 1985 an.
| Personendaten    | Personendaten                                                    |
| ---------------- | ---------------------------------------------------------------- |
| NAME             | Vreven, Alfred                                                   |
| ALTERNATIVNAMEN  | Vreven, Alfred Marie Daniel Ghislain Joseph (vollständiger Name) |
| KURZBESCHREIBUNG | belgischer Politiker und Notar                                   |
| GEBURTSDATUM     | 24. März 1937                                                    |
| GEBURTSORT       | Sint-Truiden, Belgien                                            |
| STERBEDATUM      | 15. Juni 2000                                                    |
| STERBEORT        | Jette, Belgien                                                   |